# マーティン・チャズルウィット
『マーティン・チャズルウィット』（Martin Chuzzlewit）は、チャールズ・ディケンズの小説。1843年から1844年まで月刊連載されたディケンズ6作目の長編小説。

## あらすじ
利己心とぺてんを鍵にマーティン・チャズルウィット青年の成長を描いた物語。途中、てこ入れの為マーティン青年はアメリカに旅立つこととなるが（これは作者自身のアメリカ旅行の経験から来ている）、それによって大きく成長する。

## 登場人物
マーティン・チャズルウィット (Martin Chuzzlewit, Senior)
チャズルウィット家の家長。多額の遺産を抱えているが、親族の利己主義に悩まされ、遺言書を作成しては燃やしている。ペックスニフの元で働くマーティン青年を追い出すように進言し、自らが代わりにそこへ移り住む。耄碌してきている描写があり、ペックスニフに取り入られる。
マーティン・チャズルウィット（青年） (Martin Chuzzlewit, the Younger)
マーティン老人の同名の孫。主人公。メアリーとの恋愛が発端となって祖父と対立する。ペックスニフの下で働くようになるが、対立するマーティン老人の告げ口により追い出され、マーク・タップリーを伴侶にアメリカで一旗揚げるべく旅立つ。
メアリー・グレアム (Mary Graham)
マーティン老人の養女にして付き添いをしている女性。マーティン青年の恋人。ペックスニフに求婚される。
アンソニー・チャズルウィット（Anthony Chuzzlewit)
老マーティンの弟。
ジョナス・チャズルウィット（Jonas Chuzzlewit）
アンソニーの息子。父とともに事業をしているが、父の死を願う。
セス・ペックスニフ (Seth Pecksniff)
建築家にして稀代の偽善者。実際に自分で設計した建物は一つもなく、その盗作にマーティンらから反感を買う。チャリティとマーシーの二人の娘をもち、ジョナスはこの姉妹のどちらかとの結婚を画策する。
トム・ピンチ (Tom Pinch)
ペックスニフの助手。教会のオルガン弾き。偽善者のペックスニフを、善人と思い込んでいる。マーティンと友人関係を結ぶ前に、その恋人のメアリーに惚れてしまう。家庭教師をしている可憐な妹がいる。
セアラ・ギャンプ (Mrs. Sarah Gamp)
看護婦、助産婦。当時の実態をもとに創造されたこの人物は看護改革の一つのきっかけとなった。架空の友人「ハリス夫人」をなにかと引用する。
モンタギュー・ティッグ､ 別名ティッグ・モンタギュー (Montague Tigg, alias Tigg Montague)
詐欺師で、「アングロ・ベンガル公正貸付生命保険会社」という架空会社を設立し、ペックスニフらから資金を騙し取る。

## 日本語訳
- 『マーティン・チャズルウィット』（全3巻、北川悌二訳、ちくま文庫　1993／初訳は三笠書房 1974）
  - なお1937年に「千鶴井家の人々」という題で中央公論社から翻案が出ている。訳者は松本泰・松本恵子。

## ドラマ化
1994年にイギリスでドラマ化され、日本でもDVDが発売されている。ペドロ・ジェームズ監督、ポール・スコフィールド主演。